# Јелена Вукмирица
Јелена Вукмирица (1979, Загреб) је хрватска глумица.

## Филмографија
| Год.       | Назив            | Улога            |
| ---------- | ---------------- | ---------------- |
| 2000.-те   |                  |                  |
| 2006.      | Цимер фрај       | Мима             |
| 2007—2008. | Заувијек сусједи | Сања Јурић       |
| 2008.      | Луда кућа        | Марцела          |
| 2009.      | Закон!           | девојка из снова |
| 2010.-те   |                  |                  |
| 2011.      | Стипе у гостима  | рецепционерка    |